# Chủ nghĩa tư bản thân hữu
Chủ nghĩa tư bản thân hữu, (tiếng Anh: crony capitalism, tiếng Pháp: le capitalisme de connivence), còn gọi là tư bản thân tộc, tư bản lợi ích nhóm, hay đôi khi là doanh nghiệp sân sau, là một khái niệm để chỉ các nhà tư bản phát triển kinh doanh dựa trên mối quan hệ khắng khít giữa họ và quan chức chính phủ. Sự thành công (hay thất bại) của doanh nghiệp bị lệ thuộc hoàn toàn hoặc phần lớn vào ơn huệ, ưu đãi của những người có quyền lực trong nhà nước và trong đảng cầm quyền dành cho doanh nghiệp hay một nhóm doanh nghiệp thân với họ. Do đó, mối quan hệ với những người cầm quyền là tối quan trọng quyết định đến thành công hay thất bại của các doanh nghiệp này, chứ không phải là nhờ cạnh tranh thành công trên thương trường và tuân thủ nghiêm chỉnh luật pháp. Những hình thức ưu đãi, trợ giúp của thành viên chính quyền bao gồm: chính sách thuế ưu đãi, những khoản trợ giúp (đầu tư) từ ngân sách, hoặc những hình thức trợ giúp kín đáo khác được thiết kế riêng dành cho các nhóm thân quen, nhóm lợi ích mà các doanh nghiệp bên ngoài khác không thể tiếp cận được. Điển hình cho khái niệm này là các Chaebol tại Hàn Quốc, Zaibatsu và Keiretsu tại Nhật Bản, Tơ-rớt tại Hoa Kỳ.